# Maksim Żygałow
Maksim Olegowicz Żygałow  (ros. Максим Олегович Жигалов; ur. 26 lipca 1989 w Szymkencie) – rosyjski siatkarz, reprezentant Rosji, grający na pozycji atakującego. 

## Sukcesy klubowe
Mistrzostwo Rosji:
- 2013
- 2010, 2015
- 2011, 2014

Mistrzostwo Młodej Ligi Rosyjskiej:
- 2012

Puchar Rosji:
- 2012, 2013

Superpuchar Rosji:
- 2013, 2014

Liga Mistrzów:
- 2014

Klubowe Mistrzostwo Świata:
- 2014

Mistrzostwo Korei Południowej:
- 2024[3]

## Sukcesy reprezentacyjne
Memoriał Huberta Jerzego Wagnera:
- 2011
- 2017

Letnia Uniwersjada:
- 2013, 2015

Igrzyska Europejskie:
- 2015[4]

Mistrzostwa Europy:
- 2017

## Nagrody indywidualne
- 2012: MVP w finale Mistrzostw Młodej Ligi Rosyjskiej
- 2013: MVP i najlepszy zagrywający Letniej Uniwersjady w Kazaniu[5]